# Гарсия, Хуан Пабло
Хуан Пабло Гарсия Контрерас (исп. Juan Pablo García Contreras; род. 24 ноября 1981, Мехико, Мексика) — мексиканский футболист, атакующий полузащитник. Известен по выступлениям за мексиканский клуб «Атлас» и сборную Мексики. Участник Олимпийских игр 2004 года.

## Клубная карьера
Гарсия начал карьеру в клубе «Атлас». 12 апреля 2000 года в матче против Пачуки он дебютировал в мексиканской Примере. 31 августа в поединке против УНАМ Пумас Хуан забил свой первый гол за команду из Гвадалахары. Летом 2005 года Гарсия перешёл в американский «Чивас США». 21 августа в матче против «Нью-Йорк Ред Буллс» он дебютировал в MLS. В этом же поединке Хуан забил свой первый гол за новую команду. По итогам сезона он вместе с Анте Разовым стал лучшим бомбардиром «Чиваса». В 2007 году Гарсия вернулся на родину, подписав контракт с УАНЛ Тигрес. Из-за высокой конкуренции он в 2008 году на правах аренды выступал за «Хагуарес Чьяпас». В 2009 году Гарсия в составе тигров выиграл Североамериканскую суперлигу.
В 2010 году Хуан перешёл в «Веракрус». 24 июля в матче против «Леонес Негрос» он дебютировал в Лиге Ассенсо. 29 августа в поединке против «Пумас Морелос» Гарсия забил свой первый гол за «акул».
В начале 2011 года Хуан вернулся в элиту, став футболистом «Пуэблы». 8 января в матче против своего родного клуба «Атлас» он дебютировал за новую команду. Сыграв в трёх поединках Гарсия потерял место в основе и в летом 2012 года присоединился к «Мериде». 28 августа в матче против «Леонес Негрос» он дебютировал за новый клуб. В 2014 году Хуан расторг контракт с «Меридой».

## Международная карьера
В 2004 году в составе олимпийской сборной Мексики Хуан принял участие в Олимпийских играх в Афинах. На турнире он сыграл в матчах против Мали, Южной Кореи и Греции.
В 2005 году Гарсия попал в заявку национальной команды на участие в розыгрыше Золотого кубка КОНКАКАФ. В матче против сборных Гватемалы он дебютировал за сборную Мексики.

## Достижения
Командные
 УАНЛ Тигрес
- Победитель Североамериканской суперлиги — 2009